# Вибухи в Кермані
3 січня 2024 в іранському місті Керман неподалік цвинтаря вибухнули 2 газові балони внаслідок чого загинуло 94 особи. Губернатор провінції вважає що це була терористична атака.

## Хід подій
Кілька газових балонів прокотилися вулицею, достеменно незрозуміло, через нещасний випадок чи терористичні дії. Вибух стався біля мечеті Сахеб аль-Заман у Кермані, місті на сході Ірану.
Як повідомляє напівофіційне Nournews, "на дорозі, що веде до кладовища, вибухнуло кілька газових балонів". Місцевий чиновник, якого цитують іранські державні ЗМІ, заявив, що «поки не ясно, чи вибухи були спричинені через недбалість чи через теракт.

## Реакції
- 4 січня в Ірані оголосили національним днем жалоби за жертвами теракту[6].
- Президент Туреччини Реджеп Таїп Ердоган  у твіттері висловив співчуття «дружньому та братньому» народу Ірану[7].
- Президент Росії Володимир Путін висловив співчуття жертвам терактів, назвавши їх «шокуючими жорстокістю і цинізмом»[8].
- Ірак засудив напад і запропонував допомогу для подолання наслідків цього злочинного акту[9].
- Міністерство закордонних справ Вірменії висловило глибокі співчуття родинам загиблих.
- Державний департамент Австрії заявив, що нажаханий численними жертвами серед цивільного населення під час вибухів у місті Керман, висловловив солідарність з іранським народом[10].
- В заяві речника ЄС з зовнішньо політичних питань йдеться: «Цей акт терору призвів до шокуючої кількості смертей і поранень серед цивільного населення. Наші думки зараз з жертвами та їхніми сім'ями. Винні мають бути притягнуті до відповідальності»[11].
- Генеральний секретар ООН Антоніу Гутерріш рішуче засудив напад і заявив, що винні повинні бути притягнуті до відповідальності[12].